# Stazione di Piane di Larino
Stazione di Piane di Larino 2001-ben bezárt vasútállomás Olaszországban, Molise régióban, Larino településen.

## Vasútvonalak
Az állomást az alábbi vasútvonalak érintették:
- Termoli–Venafro-vasútvonal

## Kapcsolódó állomások
A vasútállomáshoz az alábbi állomások vannak a legközelebb: 
- Stazione di San Martino in Pensilis
- Stazione di Ururi-Rotello